# Carlos Eloir Peruci
Carlos Eloir Peruci (20 maggio 1951 – Curitiba, 26 settembre 2017) è stato un calciatore brasiliano, di ruolo attaccante. Figura all'ottavo posto della classifica dei realizzatori della Primera División de México.

## Caratteristiche tecniche
Era un attaccante che aveva nella velocità e nel senso del gol i suoi punti di forza, marcava raramente di testa. Fu anche protagonista di numerose espulsioni nel campionato messicano.

## Carriera

### Club
Proveniente dall'Atlético Paranaense, fece un provino con il Laguna nel 1972, venendo acquistato per $13.000; incluso nella rosa, vi rimase per cinque stagioni, realizzando sessantatré reti, divenendo così il miglior marcatore nella storia della società, che si sciolse nel 1978. Passato all'Atlético Español, alla sua prima stagione (la 1977-1978) realizzò ventinove reti in trentotto incontri, arrivando dietro al capocannoniere Cabinho — suo connazionale — di quattro marcature. Giocò continuativamente con il club fino al 1980, anno in cui tentò la fortuna nella North American Soccer League: contrattato dagli Houston Hurricane, vestì la maglia numero quattro per venticinque partite, mettendo a segno nove gol e quattro assist. Chiuse l'esperienza statunitense, fece ritorno in Messico, ove terminò l'annata 1980-1981. Finita detta stagione, fu acquistato dal Cruz Azul, con cui chiuse la carriera nel 1984, dopo quarantaquattro reti totali.